# Formuła E Sezon 2015/2016
Sezon 2015/2016 Formuły E – drugi sezon Formuły E.
Był to pierwszy sezon, w którym zespoły mogły produkować własny napęd. 

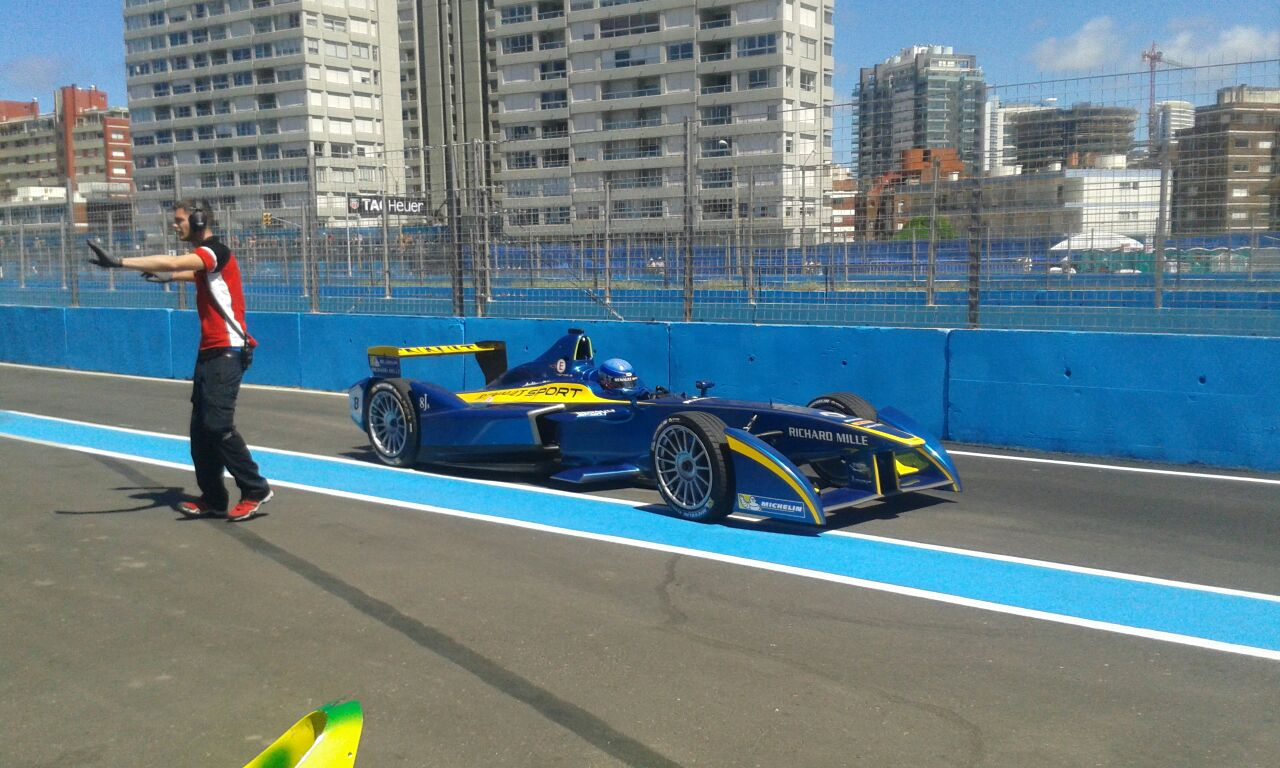
Bolid Renault e.dams. Zdobywca tytułu mistrza świata zespołów.

## Lista startowa
| Zespół                          | Konstruktor          | Samochód                | Opony | Nr | Kierowcy wyścigowi     | Rundy     |
| ------------------------------- | -------------------- | ----------------------- | ----- | -- | ---------------------- | --------- |
| NEXTEV TCR Formula E Team       | Spark-NEXTEV         | NEXTEV TCR FormulaE 001 | M     | 1  | Nelson Piquet Jr.      | Wszystkie |
| NEXTEV TCR Formula E Team       | Spark-NEXTEV         | NEXTEV TCR FormulaE 001 | M     | 88 | Oliver Turvey          | Wszystkie |
| DS Virgin Racing Formula E Team | Spark-Citroën        | Virgin DSV-01           | M     | 2  | Sam Bird               | Wszystkie |
| DS Virgin Racing Formula E Team | Spark-Citroën        | Virgin DSV-01           | M     | 25 | Jean-Éric Vergne       | Wszystkie |
| Venturi Formula E Team          | Spark-Venturi        | Venturi VM200-FE-01     | M     | 4  | Stéphane Sarrazin      | Wszystkie |
| Venturi Formula E Team          | Spark-Venturi        | Venturi VM200-FE-01     | M     | 12 | Jacques Villeneuve     | 1–3       |
| Venturi Formula E Team          | Spark-Venturi        | Venturi VM200-FE-01     | M     | 12 | Mike Conway            | 4–10      |
| Dragon Racing                   | Spark-Venturi        | Venturi VM200-FE-01     | M     | 6  | Loïc Duval             | Wszystkie |
| Dragon Racing                   | Spark-Venturi        | Venturi VM200-FE-01     | M     | 7  | Jérôme d’Ambrosio      | Wszystkie |
| Renault e.Dams                  | Spark-Renault        | Renault Z.E 15          | M     | 8  | Nicolas Prost          | Wszystkie |
| Renault e.Dams                  | Spark-Renault        | Renault Z.E 15          | M     | 9  | Sébastien Buemi        | Wszystkie |
| Trulli Formula E Team           | Spark-Motomatica     | Motomatica JT-01        | M     | 10 | Salvador Durán         | 1         |
| Trulli Formula E Team           | Spark-Motomatica     | Motomatica JT-01        | M     | 10 | Jarno Trulli           | 2         |
| Trulli Formula E Team           | Spark-Motomatica     | Motomatica JT-01        | M     | 18 | Vitantonio Liuzzi      | 1–2       |
| ABT Schaeffler Audi Sport       | Spark-Abt Sportsline | ABT Schaeffler FE01     | M     | 11 | Lucas Di Grassi        | Wszystkie |
| ABT Schaeffler Audi Sport       | Spark-Abt Sportsline | ABT Schaeffler FE01     | M     | 66 | Daniel Abt             | Wszystkie |
| Mahindra Racing Formula E Team  | Spark-Mahindra       | Mahindra M2ELECTRO      | M     | 21 | Bruno Senna            | Wszystkie |
| Mahindra Racing Formula E Team  | Spark-Mahindra       | Mahindra M2ELECTRO      | M     | 23 | Nick Heidfeld          | 1–2, 4–10 |
| Mahindra Racing Formula E Team  | Spark-Mahindra       | Mahindra M2ELECTRO      | M     | 23 | Oliver Rowland         | 3         |
| Amlin Andretti Formula E        | Spark-McLaren        | SRT01-e                 | M     | 27 | Robin Frijns           | Wszystkie |
| Amlin Andretti Formula E        | Spark-McLaren        | SRT01-e                 | M     | 28 | Simona de Silvestro    | Wszystkie |
| Team Aguri                      | Spark-McLaren        | SRT01-e                 | M     | 55 | António Félix da Costa | 1–7, 9–10 |
| Team Aguri                      | Spark-McLaren        | SRT01-e                 | M     | 55 | René Rast              | 8         |
| Team Aguri                      | Spark-McLaren        | SRT01-e                 | M     | 77 | Nathanaël Berthon      | 1–3       |
| Team Aguri                      | Spark-McLaren        | SRT01-e                 | M     | 77 | Salvador Durán         | 4–6       |
| Team Aguri                      | Spark-McLaren        | SRT01-e                 | M     | 77 | Ma Qinghua             | 7–10      |

### Zmiany wśród zespołów
- Wszystkie 10 zespołów, będzie także uczestniczyć w drugim sezonie. Niektóre jednak zmienią nazwę ze względu na sponsorów lub konstruktorów[1].
- Osiem zespołów zostanie producentami, którzy stworzą własne bolidy: Abt (wraz z Schaeffler), Andretti, e.Dams (wraz z Renault), Mahindra, NEXTEV, Trulli (wraz z Motomatica), Venturi, i Virgin (wraz z DS/Citroën)[1].

### Zmiany wśród kierowców
- Mistrz Świata Formuły 1 z 1997 roku - Jacques Villeneuve dołączy do zespołu Venturi, gdzie zastąpi Nicka Heidfelda, który przeniósł się do Mahindry[26].
- Jean-Éric Vergne, który ścigał się przez część sezonu dla Andretti dołączy do zepsołu Virgin[26].
- Simona de Silvestro dołączyła do zespołu Andretti[26].

## Zmiany w regulaminie
- Regulamin będzie pozwalał na zmiany, które mają dążyć do używania w przyszłości jednego samochodu na kierowcę podczas wyścigu, co od początku było wieloletnim planem. Zespoły będą mogły stworzyć własny napęd, w tym silnik, falownik, skrzynię biegów i system chłodzenia. Pod koniec sezonu, możliwy będzie rozwój podwozia[1].
- Maksymalna moc podczas wyścigu zostanie zwiększona z 150 kW/202,5 KM do 170kW/231 KM[27].
- Tak samo jak w sezonie pierwszym, kierowcy zostaną rozlosowani do czterech grup kwalifikacyjnych. Tym razem 5 zawodników z najlepszymi czasami w kwalifikacjach dodatkowo wystartuje w tzw. „superpole”. Do sesji będą startować od najwolniejszego do najszybszego (pierwszy wystartuje zawodnik, który miał najgorszy czas, kolejno zawodnik z drugim najwolniejszym czasem itd. aż do najszybszego). W momencie gdy jeden zawodnik zaczyna pomiarowe okrążenie, na tor wyjeżdża kolejny. Zwycięzca dostanie 3 punkty do klasyfikacji generalnej. Pozycje od 6 do 20 zostaną ustalone według czasów z klasycznych kwalifikacji[28].
- Głosowanie na „Fan Boost” będzie przedłużone i potrwa do szóstej minuty wyścigu. Głosować będzie można także za pomocą mediów społecznościowych, używając odpowiednich hasztagów. Będzie to możliwe na portalach: Facebook, Twitter oraz Instagram[29].
- Zespół będzie mógł zmienić maksymalnie dwóch kierowców przez cały sezon. Ma to zapobiec sytuacji z pierwszego sezonu, gdzie w całym sezonie wzięło udział aż 30 zawodników. Nie będzie można zmienić zawodników w trzech ostatnich wyścigach sezonu. Trzecia i każda kolejna zmiana zostanie rozpatrzona przez sędziów[30].
- Aby kierowca wystartował w wyścigu musi zdobyć 20 punktów w ostatnich trzech latach jeżdżąc w bolidach jednomiejscowych, według tego samego systemu, którego używa Formuła 1. Możliwe są wyjątki, jeżeli dany kierowca ma duże doświadczenie w tego typu bolidach - wtedy sędziowie rozpatrzą propozycję i mogą wydać licencję[30].
- Każda zmiana kierowcy musi być ogłoszona minimum 2 tygodnie przed wyścigiem[30].
- Wprowadzone zostanie FCY (ang. Full Course Yellow), znane z wielu serii wyścigowych - przepis podobny do wirtualnego samochodu bezpieczeństwa używanego w Formule 1. Na całym torze wywieszone zostają żółte flagi, a limit prędkości zostanie ustawiony na 50 km/h. Będzie on także obowiązywał w alei serwisowej. Zabronione jest wtedy wyprzedzanie[31].
- Wprowadzone zostaną nowe kary dla zawodników, podobne do tych z Formuły 1: 5 sekundowa (kierowca będzie mógł zatrzymać się na 5 sek. więcej podczas pit-stopu lub 5 sekund zostanie dodane do końcowego rezultatu), 10 sekundowa (tak samo jak z pięciosekundową), kara przejazdu przez boksy (zawodnik będzie musiał przejechać przez aleję serwisową bez zatrzymywania się z włączonym limitem prędkości), 10 sekundowa „stop and go” (kierowca musi zjechać do pit stopu i zostań na swoim stanowisku przez 10 sekund. Mechanicy nie mogą wtedy nic robić z bolidem, nie można tej kary połączyć z pit stopem.)[31]

## Kalendarz
Kalendarz obejmuje dziesięć rund (tzw. ePrix). Monako zostało zastąpione przez Paryż, a Miami przez Meksyk.
Rozpoczęcie planowane było na 17 października. W związku z innymi wydarzeniami które będą się wtedy działy, inauguracyjny wyścig został przeniesiony na 24 października.
Sezon zakończył się 3 lipca drugim wyścigiem w Londynie.
| Runda | Data                 | Miasto         | Tor                           | Schemat |
| ----- | -------------------- | -------------- | ----------------------------- | ------- |
| 1     | 24 października 2015 | Pekin          | Beijing Olympic Green Circuit |         |
| 2     | 7 listopada 2015     | Putrajaya      | Putrajaya Street Circuit      |         |
| 3     | 19 grudnia 2015      | Punta del Este | Punta del Este Street Circuit |         |
| 4     | 6 lutego 2016        | Buenos Aires   | Puerto Madero Street Circuit  |         |
| 5     | 12 marca 2016        | Meksyk         | Autódromo Hermanos Rodríguez  |         |
| 6     | 2 kwietnia 2016      | Long Beach     | Long Beach Street Circuit     |         |
| 7     | 23 kwietnia 2016     | Paryż          | Paris Street Circuit          |         |
| 8     | 21 maja 2016         | Berlin         | Berlin Street Circuit         |         |
| 9     | 2 lipca 2016         | Londyn         | Battersea Park                |         |
| 10    | 3 lipca 2016         | Londyn         | Battersea Park                |         |

## Wyniki
| Runda | Miasto         | Pole position     | Najszybsze okrążenie | Zwycięzca (kierowcy) | Zwycięzca (zespoły)             | Wyniki |
| ----- | -------------- | ----------------- | -------------------- | -------------------- | ------------------------------- | ------ |
| 1     | Pekin          | Sébastien Buemi   | Sébastien Buemi      | Sébastien Buemi      | Renault e.Dams                  | Wyniki |
| 2     | Putrajaya      | Sébastien Buemi   | Sébastien Buemi      | Lucas Di Grassi      | ABT Schaeffler Audi Sport       | Wyniki |
| 3     | Punta del Este | Jérôme d’Ambrosio | Sébastien Buemi      | Sébastien Buemi      | Renault e.Dams                  | Wyniki |
| 4     | Buenos Aires   | Sam Bird          | Jérôme d’Ambrosio    | Sam Bird             | DS Virgin Racing Formula E Team | Wyniki |
| 5     | Meksyk         | Jérôme d’Ambrosio | Nicolas Prost        | Jérôme d’Ambrosio    | Dragon Racing                   | Wyniki |
| 6     | Long Beach     | Sam Bird          | Sébastien Buemi      | Lucas Di Grassi      | ABT Schaeffler Audi Sport       | Wyniki |
| 7     | Paryż          | Sam Bird          | Nick Heidfeld        | Lucas Di Grassi      | ABT Schaeffler Audi Sport       | Wyniki |
| 8     | Berlin         | Jean-Éric Vergne  | Bruno Senna          | Sébastien Buemi      | Renault e.Dams                  | Wyniki |
| 9     | Londyn         | Nicolas Prost     | Nelson Piquet Jr.    | Nicolas Prost        | Renault e.Dams                  | Wyniki |
| 10    | Londyn         | Sébastien Buemi   | Sébastien Buemi      | Nicolas Prost        | Renault e.Dams                  | Wyniki |

## Klasyfikacje
| Legenda oznaczeń w tabelach wyników Wyświetl szablon na nowej stronie | Legenda oznaczeń w tabelach wyników Wyświetl szablon na nowej stronie                                                                     |
| Oznaczenie                                                            | Wyjaśnienie |
| --------------------------------------------------------------------- | --- |
| Złoty                                                                 | Zwycięzca lub mistrzostwo |
| Srebrny                                                               | 2. miejsce lub wicemistrzostwo |
| Brązowy                                                               | 3. miejsce lub II wicemistrzostwo |
| Zielony                                                               | Ukończył, punktował (w klasyfikacji generalnej, gdy zdobył co najmniej jeden punkt na przestrzeni sezonu, poza trzema powyższymi opcjami) |
| Niebieski                                                             | Ukończył, nie punktował (w klasyfikacji generalnej, gdy nie zdobył co najmniej jednego punktu na przestrzeni sezonu)                      |
| Czerwony                                                              | Nie zakwalifikował się (NZ) |
| Czerwony                                                              | Nie prekwalifikował się (NPK) |
| Różowy                                                                | Nie ukończył (NU) |
| Różowy                                                                | Niesklasyfikowany (NS) (w klasyfikacji generalnej, gdy nie został sklasyfikowany w żadnym wyścigu sezonu)                                 |
| Czarny                                                                | Zdyskwalifikowany (DK) |
| Czarny                                                                | Wykluczony (WYK/EX) |
| Biały                                                                 | Nie wystartował (NW) |
| Biały                                                                 | Kontuzjowany (K/INJ) |
| Biały                                                                 | Wyścig odwołany (OD/C) |
| Bez koloru                                                            | Został wycofany (WYC/WD) |
| Bez koloru                                                            | Nie przybył (NP/DNA) |
| Bez koloru                                                            | Nie brał udziału w treningach (NT/DNP) |
| Bez koloru                                                            | Nie został zgłoszony (–) |
| Pogrubienie                                                           | Start z pole position |
| Kursywa                                                               | Najszybsze okrążenie wyścigu |
| †                                                                     | Nie ukończył, ale jego rezultat został zaliczony ze względu na przejechanie więcej niż 90% dystansu wyścigu.                              |
| *                                                                     | Sezon w trakcie |
| 1/2/3                                                                 | Punktowana pozycja w sprincie kwalifikacyjnym                                                                                             |
| Lista systemów punktacji Formuły 1                                    | |

### Kierowcy
| Poz. | Kierowca               |    | Malezja | Urugwaj | Argentyna | Meksyk | Stany Zjednoczone | Francja | Niemcy | Wielka Brytania | Wielka Brytania | Punkty |
| ---- | ---------------------- | -- | ------- | ------- | --------- | ------ | ----------------- | ------- | ------ | --------------- | --------------- | ------ |
| 1    | Sébastien Buemi        | 1  | 12      | 1       | 2         | 2      | 16                | 3       | 1      | 5               | NU              | 155    |
| 2    | Lucas Di Grassi        | 2  | 1       | 2       | 3         | DK     | 1                 | 1       | 3      | 4               | NU              | 153    |
| 3    | Nicolas Prost          | NU | 10      | 5       | 5         | 3      | 11                | 4       | 4      | 1               | 1               | 115    |
| 4    | Sam Bird               | 7  | 2       | NU      | 1         | 6      | 6                 | 6       | 11     | 7               | NU              | 88     |
| 5    | Jérôme d’Ambrosio      | 5  | 14      | 3       | 16        | 1      | 7                 | 11      | 16     | 8               | 3               | 83     |
| 6    | Stéphane Sarrazin      | 9  | 4       | 9       | 4         | 9      | 2                 | 5       | 10     | 10              | 5               | 70     |
| 7    | Daniel Abt             | 11 | 7       | 8       | 13        | 7      | 3                 | 10      | 2      | NU              | 2               | 68     |
| 8    | Loïc Duval             | 4  | 16      | 4       | 6         | 4      | 8                 | NU      | NU     | NU              | 4               | 60     |
| 9    | Jean-Éric Vergne       | 12 | NU      | 7       | 11        | 16     | 13                | 2       | 5      | 3               | 8               | 56     |
| 10   | Nick Heidfeld          | 3  | 9       | –       | 7         | 8      | 4                 | 12      | 7      | 13              | 7               | 53     |
| 11   | Bruno Senna            | 13 | 5       | NU      | 10        | 10     | 5                 | 9       | 15     | 2               | 6               | 52     |
| 12   | Robin Frijns           | 10 | 3       | 10      | 8         | 5      | 15                | 7       | 6      | NU              | NU              | 45     |
| 13   | António Félix da Costa | NU | 6       | 6       | NU        | NU     | NU                | 8       | –      | 6               | 11              | 28     |
| 14   | Oliver Turvey          | 6  | NU      | 12      | 9         | 11     | 12                | 13      | 12     | 15              | 10              | 11     |
| 15   | Nelson Piquet Jr.      | 15 | 8       | 15      | 12        | 13     | NU                | NU      | 13     | 12              | 9               | 8      |
| 16   | Mike Conway            | –  | –       | –       | 15        | 12     | 10                | 14      | 8      | 9               | 13              | 7      |
| 17   | Nathanaël Berthon      | 8  | 15      | 14      | –         | –      | –                 | –       | –      | –               | –               | 4      |
| 18   | Simona de Silvestro    | NU | 13      | 11      | 14        | 14     | 9                 | 15      | 9      | 14              | NU              | 4      |
| 19   | Ma Qinghua             | –  | –       | –       | –         | –      | –                 | NU      | 14     | 11              | 12              | 0      |
| 20   | Jacques Villeneuve     | 14 | 11      | NW      | –         | –      | –                 | –       | –      | –               | –               | 0      |
| 21   | Oliver Rowland         | –  | –       | 13      | –         | –      | –                 | –       | –      | –               | –               | 0      |
| 22   | Salvador Durán         | WD | –       | –       | NU        | 15     | 14                | –       | –      | –               | –               | 0      |
| 23   | René Rast              | –  | –       | –       | –         | –      | –                 | –       | NS     | –               | –               | 0      |
| –    | Vitantonio Liuzzi      | WD | WD      | –       | –         | –      | –                 | –       | –      | –               | –               | 0      |
| –    | Jarno Trulli           | –  | WD      | –       | –         | –      | –                 | –       | –      | –               | –               | 0      |
| Poz. | Kierowca               |    | Malezja | Urugwaj | Argentyna | Meksyk | Stany Zjednoczone | Francja | Niemcy | Wielka Brytania | Wielka Brytania | Punkty |

### Zespoły
| Poz. | Zespół                    | #  |    | Malezja | Urugwaj | Argentyna | Meksyk | Stany Zjednoczone | Francja | Niemcy | Wielka Brytania | Wielka Brytania | Punkty |
| ---- | ------------------------- | -- | -- | ------- | ------- | --------- | ------ | ----------------- | ------- | ------ | --------------- | --------------- | ------ |
| 1    | Renault e.Dams            | 8  | NU | 10      | 5       | 5         | 3      | 11                | 4       | 4      | 1               | 1               | 270    |
| 1    | Renault e.Dams            | 9  | 1  | 12      | 1       | 2         | 2      | 16                | 3       | 1      | 5               | NU              | 270    |
| 2    | ABT Schaeffler Audi Sport | 11 | 2  | 1       | 2       | 3         | DK     | 1                 | 1       | 3      | 4               | NU              | 221    |
| 2    | ABT Schaeffler Audi Sport | 66 | 11 | 7       | 8       | 13        | 7      | 3                 | 10      | 2      | NU              | 2               | 221    |
| 3    | DS Virgin Racing          | 2  | 7  | 2       | NU      | 1         | 6      | 6                 | 6       | 11     | 7               | NU              | 144    |
| 3    | DS Virgin Racing          | 25 | 12 | NU      | 7       | 11        | 16     | 13                | 2       | 5      | 3               | 8               | 144    |
| 4    | Dragon Racing             | 6  | 4  | 16      | 4       | 6         | 4      | 8                 | NU      | NU     | NU              | 4               | 143    |
| 4    | Dragon Racing             | 7  | 5  | 14      | 3       | 16        | 1      | 7                 | 11      | 16     | 8               | 3               | 143    |
| 5    | Mahindra Racing           | 21 | 13 | 5       | NU      | 10        | 10     | 5                 | 9       | 15     | 2               | 6               | 105    |
| 5    | Mahindra Racing           | 23 | 3  | 9       | 13      | 7         | 8      | 4                 | 12      | 7      | 13              | 7               | 105    |
| 6    | Venturi                   | 4  | 9  | 4       | 9       | 4         | 9      | 2                 | 5       | 10     | 10              | 5               | 77     |
| 6    | Venturi                   | 12 | 14 | 11      | NW      | 15        | 12     | 10                | 14      | 8      | 9               | 13              | 77     |
| 7    | Amlin Andretti            | 27 | 10 | 3       | 10      | 8         | 5      | 15                | 7       | 6      | NU              | NU              | 49     |
| 7    | Amlin Andretti            | 28 | NU | 13      | 11      | 14        | 14     | 9                 | 15      | 9      | 14              | NU              | 49     |
| 8    | Team Aguri                | 55 | NU | 6       | 6       | NU        | NU     | NU                | 8       | NS     | 6               | 11              | 32     |
| 8    | Team Aguri                | 77 | 8  | 15      | 14      | NU        | 15     | 14                | NU      | 14     | 11              | 12              | 32     |
| 9    | NEXTEV TCR                | 1  | 15 | 8       | 15      | 12        | 13     | NU                | NU      | 13     | 12              | 9               | 19     |
| 9    | NEXTEV TCR                | 88 | 6  | NU      | 12      | 9         | 11     | 12                | 13      | 12     | 15              | 10              | 19     |
| –    | Trulli                    | 10 | WD | WD      | –       | –         | –      | –                 | –       | –      | –               | –               | 0      |
| –    | Trulli                    | 18 | WD | WD      | –       | –         | –      | –                 | –       | –      | –               | –               | 0      |
| Poz. | Zespół                    | #  |    | Malezja | Urugwaj | Argentyna | Meksyk | Stany Zjednoczone | Francja | Niemcy | Wielka Brytania | Wielka Brytania | Punkty |